# Ola Hobber Nilsen
Ola Hobber Nilsen (Oslo, 20 febbraio 1986) è un arbitro di calcio norvegese.

## Carriera
Hobber Nilsen arbitra nell'Eliteserien a partire dal 2013. Affiliato al Nordstrand, nella vita è un consulente di mercato. A partire dal 2015 è diventato internazionale, arbitrando la partita tra College Europa e Slovan Bratislava, valida per il primo turno di qualificazione dell'Europa League 2015-2016. Ha inoltre arbitrato la finale del Norgesmesterskapet G19 2011.